# Diecezja Kwito-Bié
Diecezja Kwito-Bié – diecezja rzymskokatolicka w Angoli. Powstała w 1940 pod nazwą diecezja Silva Porto. W 1979 otrzymała obecną nazwę.

## Biskupi diecezjalni
- Biskupi Silva Porto 
  - Bp Antonio Ildefonse dos Santos Silva, O.S.B. (1941– 1958)
  - Bp Manuel António Pires (1958– 1979)
- Biskupi Kwito-Bié 
  - Bp Manuel António Pires (1979 – 1979)
  - Bp Pedro Luís António (1979 – 1997)
  - Bp José Nambi (1997 – 2022)
  - Bp Vicente Sanombo (od 2024)